# Zuurstofdoorlatendheid
Zuurstofdoorlaatbaarheid is een getal dat staat voor het overdraagbaarheidsvermogen van een contactlens om zuurstof het oog te laten bereiken. Bij zachte contactlenzen wordt dat meestal uitgedrukt als Dk/t.
De waarde Dk/t is samengesteld uit drie verschillende variabelen, namelijk D, k en t.
- D staat voor Diffusiviteit (cm²/sec of mm²/sec), en geeft aan hoeveel zuurstof per seconde door het materiaal beweegt.
- k staat voor de oplosbaarheid (ml O2/ml van het materiaal × mm Hg), en geeft aan hoeveel zuurstof het materiaal bevat.
- t staat voor de dikte van de lens.

Om de zuurstofdoorlatendheid van zachte contactlenzen te kunnen vergelijken wordt de waarde Dk/t berekend bij een sterkte van -3,00 dpt. De formule hiervoor is: Dk/t (@-3.00D).
De vroegste modellen van zachte contactlenzen op basis van hydrogel-materiaal hadden een zuurstofdoorlatendheid van ongeveer 6-8 Dk/t. Polymacon, het materiaal dat in de eerste hydrogel-contactlenzen in sommige landen in de jaren zestig werd gebruikt en in 1971 door de FDA in de Verenigde Staten werd goedgekeurd, heeft een Dk/t van 9.
Tegenwoordig variëren typische waarden van zuurstofdoorlaatbaarheid voor contactlenzen met hydrogel van 25 tot 50. Nelfilcon A heeft bijvoorbeeld een Dk/t-waarde van 26 en de Omafilcon A heeft een Dk/t van 25.
Veel zachte contactlenzen worden tegenwoordig gemaakt van siliconenhydrogel, dat een veel hogere zuurstofdoorlaatbaarheid heeft. Deze soort zachte contactlenzen zijn in 1999 geïntroduceerd. De Dk/t-waarde van Lotrafilcon B en Comfilcon A, twee siliconenhydrogels van de eerste generatie, is bijvoorbeeld respectievelijk 110 en 128.
In 2005 is de tweede generatie siliconenhydrogel zachte contactlenzen geïntroduceerd. Voorbeeld daarvan is Senofilcon met een Dk/t-waarde van 147.
Vanaf 2013 introduceerden de contactlensfabrikanten de derde generatie siliconenhydrogel. De verbeteringen waren vooral toegespitst op draagcomfort en nog weer iets betere zuurstofdoorlaatbaarheid. Voorbeelden zijn Samfilcon A met een Dk/t-waarde van 163 en Delefilcon A (156 Dk/t).
Niet alleen het contactlensmateriaal heeft invloed op de zuurstofdoorlaatbaarheid. Ook de oogafwijking die de zachte contactlens moet corrigeren is een factor.